# Piet van der Harst
Piet van der Harst (2 oktober 1919 - 7 juni 2007) was een Nederlandse verzetsstrijder tijdens de Tweede Wereldoorlog. 

## Tijdens de oorlog
Van der Harst was lid van de Geuzen, een Rotterdamse verzetsgroep, opgericht door Bernardus IJzerdraat. Hij behoorde tot de Geuzen die in 1942 door de Duitsers werden opgepakt, en kwam uiteindelijk in concentratiekamp Buchenwald terecht. Na de oorlog moest hij langdurig herstellen in een sanatorium.

## Na de oorlog
Van 1987 tot 2005 was hij bestuurslid van de stichting Geuzenverzet 1940-1945. Van der Harst was ook voorzitter van de commissie die de jaarlijkse herdenking van het Geuzenverzet op 13 maart op begraafplaats Emaus en de uitreiking van de Geuzenpenning organiseerde.
Piet van der Harst vond het belangrijk dat de jeugd werd voorgelicht over het verzet tegen het nazisme en hield daarom regelmatig voordrachten bij scholen.